# Дзинки
Дзинки или Синки (яп. 神亀 дзинки, синки, священная черепаха) — девиз правления (нэнго) японского императора Сёму с 724 по 729 год .

## Продолжительность
Начало и конец эры:
- 4-й день 2-й луны 8-го года Ёро (по юлианскому календарю — 3 марта 724 года);
- 5-й день 8-й луны 6-го года Дзинки (по юлианскому календарю — 2 сентября 729 года).

## Происхождение
Название нэнго было заимствовано из 13-го цзюаня классического древнекитайского сочинения «Да Дай ли цзи» (кит. 大戴礼記, пиньинь Dà dài lǐ jì, буквально: «Записки о благопристойности Большого/Старшего Дая»):「有甲之蟲三百六十、而神亀為之長」.

## События
- 724 год (1-й год Дзинки) — образование провинции Муцу (регион Тохоку). Заложен замок Тага;
- 727 год (4-й год Дзинки) — первое посольство корейского государства Бохай в Японии[7];
- 729 год (6-й год Дзинки) — восстание принца Нагая-но-окими (яп. 長屋王).

## Сравнительная таблица
Ниже представлена таблица соответствия японского традиционного и европейского летосчисления. В скобках к номеру года японской эры указано название соответствующего года из 60-летнего цикла китайской системы гань-чжи. Японские месяцы традиционно названы лунами.
| 1-й год Дзинки (Деревянная Крыса) | 1-я луна*      | 2-я луна*              | 3-я луна  | 4-я луна* | 5-я луна* | 6-я луна  | 7-я луна*  | 8-я луна   | 9-я луна    | 10-я луна             | 11-я луна* | 12-я луна    |               |
| --------------------------------- | -------------- | ---------------------- | --------- | --------- | --------- | --------- | ---------- | ---------- | ----------- | --------------------- | ---------- | ------------ | ------------- |
| Юлианский календарь               | 31 января 724  | 29 февраля             | 29 марта  | 28 апреля | 27 мая    | 25 июня   | 25 июля    | 23 августа | 22 сентября | 22 октября            | 21 ноября  | 20 декабря   |               |
| 2-й год Дзинки (Деревянный Бык)   | 1-я луна       | 1-я луна* (високосная) | 2-я луна* | 3-я луна  | 4-я луна* | 5-я луна* | 6-я луна   | 7-я луна*  | 8-я луна    | 9-я луна              | 10-я луна* | 11-я луна    | 12-я луна     |
| Юлианский календарь               | 19 января 725  | 18 февраля             | 19 марта  | 17 апреля | 17 мая    | 15 июня   | 14 июля    | 13 августа | 11 сентября | 11 октября            | 10 ноября  | 9 декабря    | 8 января 726  |
| 3-й год Дзинки (Огненный Тигр)    | 1-я луна       | 2-я луна*              | 3-я луна* | 4-я луна  | 5-я луна* | 6-я луна* | 7-я луна   | 8-я луна   | 9-я луна*   | 10-я луна*            | 11-я луна  | 12-я луна    |               |
| Юлианский календарь               | 7 февраля 726  | 9 марта                | 7 апреля  | 6 мая     | 5 июня    | 4 июля    | 2 августа  | 1 сентября | 1 октября   | 30 октября            | 28 ноября  | 28 декабря   |               |
| 4-й год Дзинки (Огненный Кролик)  | 1-я луна       | 2-я луна*              | 3-я луна  | 4-я луна* | 5-я луна  | 6-я луна* | 7-я луна*  | 8-я луна   | 9-я луна*   | 9-я луна (високосная) | 10-я луна* | 11-я луна    | 12-я луна     |
| Юлианский календарь               | 27 января 727  | 26 февраля             | 27 марта  | 26 апреля | 25 мая    | 24 июня   | 23 июля    | 21 августа | 20 сентября | 19 октября            | 18 ноября  | 17 декабря   | 16 января 728 |
| 5-й год Дзинки (Земляной Дракон)  | 1-я луна*      | 2-я луна               | 3-я луна  | 4-я луна* | 5-я луна  | 6-я луна* | 7-я луна*  | 8-я луна   | 9-я луна*   | 10-я луна             | 11-я луна* | 12-я луна    |               |
| Юлианский календарь               | 15 февраля 728 | 15 марта               | 14 апреля | 14 мая    | 12 июня   | 12 июля   | 10 августа | 8 сентября | 8 октября   | 6 ноября              | 6 декабря  | 4 января 729 |               |
| 6-й год Дзинки (Земляная Змея)    | 1-я луна       | 2-я луна*              | 3-я луна  | 4-я луна* | 5-я луна  | 6-я луна  | 7-я луна*  | 8-я луна*  | 9-я луна    | 10-я луна*            | 11-я луна  | 12-я луна*   |               |
| Юлианский календарь               | 3 февраля 729  | 5 марта                | 3 апреля  | 3 мая     | 1 июня    | 1 июля    | 31 июля    | 29 августа | 27 сентября | 27 октября            | 25 ноября  | 25 декабря   |               |

* звёздочкой отмечены короткие месяцы (луны) продолжительностью 29 дней. Остальные месяцы длятся 30 дней.